# Christian Staib

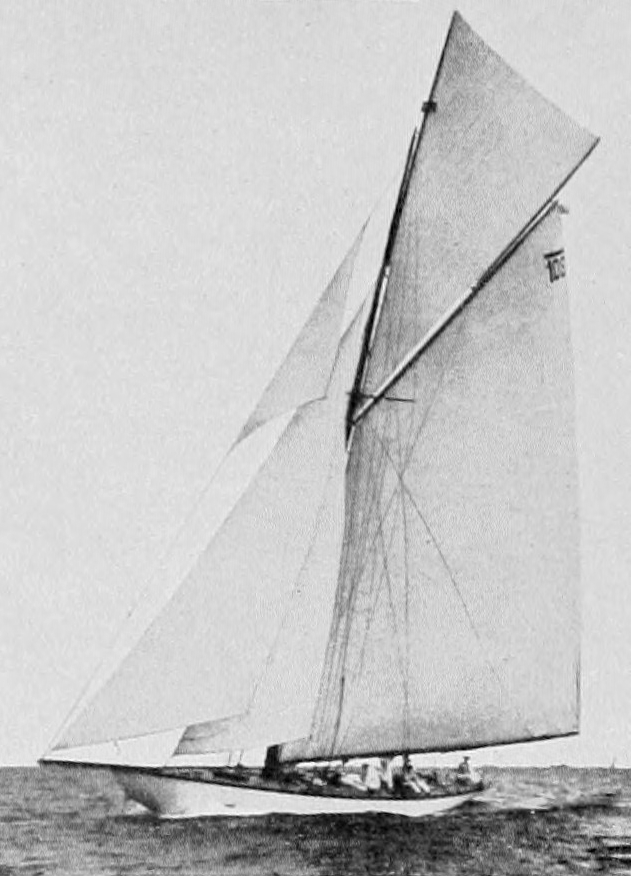
Jacht Magda IX

Christian Fredrik Maximillian „Fritz” Staib (ur. 10 lutego 1892 w Kristianii, zm. 16 maja 1956 w Las Palmas de Gran Canaria) – norweski żeglarz, olimpijczyk, zdobywca złotego medalu w regatach na Letnich Igrzyskach Olimpijskich w 1912 roku w Sztokholmie.
Na Letnich Igrzyskach Olimpijskich 1912 zdobył złoto w żeglarskiej klasie 12 metrów. Załogę jachtu Magda IX tworzyli również Nils Bertelsen, Carl Thaulow, Halfdan Hansen, Arnfinn Heje, Alfred Larsen, Petter Larsen, Eilert Falch-Lund, Johan Anker i Magnus Konow.